# 哈迪角
哈迪角（英語：Hardy Point），是南極洲的海岬，位於南桑威奇群島，處於別林斯高晉島西端，在1930年由英國研究隊繪入地圖，該海岬由英國海外領土管轄。